# Comando de Policiamento da Capital (PMPA)
O Comando de Policiamento da Capital (CPC) é um Comando Intermediário entre as Unidades Operacionais e o Comando Geral da PMPA, o qual é responsável pelo policiamento da capital do Estado do Pará . Atualmente existem dois CPC's, sendo o I responsável pelos distritos administrativo De Belém, Guamá, Entroncamento e Sacramenta e o II responsável pelos distritos de outeiro, Mosqueiro, Icoaraci e Bengui.

## Histórico
A origem do Comando de Policiamento da Capital data de 16 de julho de 1979, como Unidade Policial Militar (UPM).
Em 1994, devido o crescimento da região metropolitana da Capital, foi inserida em sua jurisdição os Municípios de Ananindeua e Marituba; passando a unidade a denominar-se Comando de Policiamento Metropolitano (CPM).
Em 1999 o CPM, então com dezessete unidades, foi subdividido; permanecendo com apenas cinco.
Em 2006 readquiriu a antiga denominação de Comando de Policiamento da Capital, e foi expandida sua área de abrangência para os distritos de Icoaraci, Outeiro, Cotijuba e região das ilhas; totalizando uma população de aproximadamente 1.500.000 (hum milhão e quinhentas mil) pessoas.
Em 2017 através do decreto estadual 1.735 de 30 de março foi ativado o II comando de policiamento da capital.

## Estrutura Operacional

### Comando de Policiamento da Capital I
1º Batalhão de Polícia Militar - distrito administrativo da Sacramenta

2º Batalhão de Polícia Militar - distrito administrativo de Belém

20º Batalhão de Polícia Militar - distrito administrativo do Guamá

27º Batalhão de Polícia Militar -distrito administrativo do entroncamento

28º Batalhão de Polícia Militar
-motopatrulha

O 28°BPM está subordinado ao  CPC 1 porém é um batalhão de apoio para todos os batalhões do CPC 1 E 2 e ao CPRM

### Comando de Policiamento da Capital II
10º Batalhão de Polícia Militar- distrito administrativo de Icoaraci

24º Batalhão de Polícia Militar distrito administrativo do Bengui 

25º Batalhão de Polícia Militar -  distrito administrativo de Mosqueiro

26º Batalhão de Polícia Militar - distrito administrativo de Outeiro